# Life in Cartoon Motion
Life in Cartoon Motion är Mikas debutalbum som kom ut 2007. Låten "Grace Kelly" blev en stor hit och bidrog till att albumet blev etta på den brittiska albumlistan.

## Låtlista

### Europeisk version
1. "Grace Kelly"
2. "Lollipop"
3. "My Interpretation"
4. "Love Today"
5. "Relax, Take It Easy"
6. "Any Other World"
7. "Billy Brown"
8. "Big Girl (You Are Beautiful)"
9. "Stuck In The Middle"
10. "Happy Ending"
  - "Over My Shoulder" (dolt bonusspår)

### Brittisk version
1. "Grace Kelly"
2. "Lollipop"
3. "My Interpretation"
4. "Love Today"
5. "Relax, Take It Easy"
6. "Any Other World"
7. "Billy Brown"
8. "Big Girl (You Are Beautiful)"
9. "Stuck In The Middle"
10. "Happy Ending"
  - "Over My Shoulder" (dolt bonusspår)
11. "Ring Ring" (bonusspår)

### Amerikansk version
1. "Grace Kelly"
2. "Lollipop"
3. "My Interpretation"
4. "Love Today"
5. "Relax, Take It Easy"
6. "Ring Ring"
7. "Any Other World"
8. "Billy Brown"
9. "Big Girl (You Are Beautiful)"
10. "Stuck In The Middle"
11. "Erase"
12. "Happy Ending"
  - "Over My Shoulder" (dolt bonusspår)

## Singlar
- Relax, Take It Easy
- Grace Kelly
- Lollipop
- Love Today
- Big Girl (You Are Beautiful)
- Happy Ending
- Relax, Take It Easy / Lollipop